# Guillermo Restrepo
Guillermo Restrepo (* 12. August 1976 in Bogota) ist ein kolumbianischer Chemiker.

## Leben
Guillermo Restrepo wuchs in Bogotá, Neiva und Campoalegre auf.  Nach dem Abitur am Colegio Municipal Eugenio Ferro Falla in Campoalegre, dem Studium der Chemie und der Master-Arbeit in Chemie an der Universidad Industrial de Santander wurde Restrepo bei Hartmut Frank und Rainer Brüggemann an der Universität Bayreuth mit Auszeichnung promoviert.
Von 2004 bis 2017 war Restrepo Professor der Universidad de Pamplona in Kolumbien.  2014 bekam er ein Georg Forster-Forschungsstipendium der Alexander-von-Humboldt-Stiftung und arbeitete in dieser Zeit an der Universität Leipzig mit Peter F. Stadler zusammen. Seit 2017 arbeitet er am Max-Planck-Institut für Mathematik in den Naturwissenschaften in Kooperation mit Jürgen Jost.

## Wirken
Restrepo beschäftigt sich mit mathematische Chemie, Geschichte und Philosophie der Chemie. Seine Forschung in mathematische Chemie basiert auf der Entwicklung mathematischer Methoden zur Analyse chemischer Daten. Insbesondere Methoden, die auf Topologie und Ordnungstheorie basieren. Restrepos Forschung in der Geschichte der Chemie stützt sich auf die rechnergestützte Analyse großer Datenbanken chemischer Informationen aus dem 18. Jahrhundert bis heute. In Philosophie der Chemie recherchiert er die sozialen und semiotischen Zusammenhänge zwischen Chemie und Mathematik.

## Auszeichnungen
Gmelin-Beilstein-Denkmünze der Gesellschaft Deutscher Chemiker (2020).

## Veröffentlichungen
- mit Jürgen Jost: The Evolution of Chemical Knowledge, Springer 2022. ISBN 978-3-031-10093-2